# Pixia
Pixia è un programma freeware di grafica raster per Windows. Originariamente è stato progettato per la comunità di anime/manga ma è utilizzabile per qualunque genere di arte. Oltre all'interfaccia giapponese originale, è disponibile in inglese, francese, italiano, spagnolo, ungherese, cinese tradizionale, cinese semplificato, tedesco, polacco, coreano. Il programma supporta gli strati multipli, gli effetti di trasparenza e diversi formati di file RGB, compreso il PSD di Photoshop. Ha anche un suo formato specifico, PXA.